# 쇼난 신주쿠 라인
쇼난 신주쿠 라인(일본어: 湘南新宿ライン)은 일본 사이타마현 사이타마시 오미야구 오미야역과 가나가와현 가마쿠라시에 오후나역 구간을 도호쿠 본선, 야마노테 선, 도카이도 본선과 연계하는 동일본 여객철도의 운행 계통이다.
운행 형태는 도호쿠 본선 (우쓰노미야 선) 고가네이역, 우쓰노미야역과 요코스카 선 즈시역을 잇는 경우와 다카사키 선 가고하라역·다카사키역과 도카이도 본선 히라쓰카역, 오다와라역 간을 잇는 경우로 나뉘며 각각 오야마 차량 센터와 고즈 차량 센터에 소속된 동일본 여객철도 E231계 전동차와 동일본 여객철도 E233계 전동차가 운행하고 있다.

## 개요

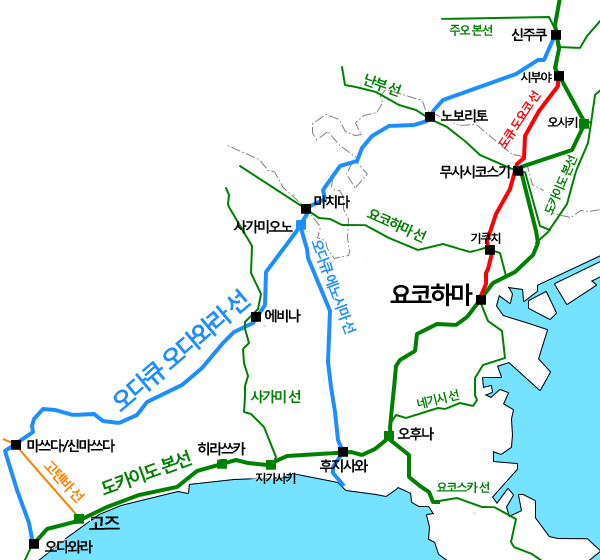
도쿄와 미나미간토 간의 철도 노선 경합도.

쇼난 신주쿠 라인은 주로 도쿄역·우에노역을 터미널로 하여 방사형으로 운전되고 있는 수도권의 JR 중거리 열차를 이케부쿠로역·신주쿠역·시부야역을 비롯한 부도심 지역을 경유하여 서로 직통 운전이 이루어지는 운행 계통으로서 2001년 12월 1일의 JR 계열 시간표 대규모 개정에 따라 운행을 개시하였다. 당초 '쇼난 신주쿠 라인'은 운행 계통의 명칭인 동시에 보통 열차의 열차 애칭으로서 사용이 개시되어 같은 구간을 주행하는 특급·급행·통근 라이너·임시 열차 등에 '쇼난 신주쿠 라인'이라는 명칭은 사용되지 않기도 했었다. 최근에는 쇼난 신주쿠 라인의 주행 구간인 오미야역 ~ 신주쿠역 ~ 오후나역을 경유한다는 의미로서 주로 음성 안내에 쓰이고 있다.
운행 초기에는 낮에만 25왕복이 편성되었으며, 그 중 우쓰노미야 선·다카사키 선 직결 운행 열차는 18왕복을 운행했고, 그 외 신주쿠 시종착 도카이도 본선·요코스카 선의 열차가 있는 정도에 그쳐 도쿄 및 우에노 시종착 열차에 대한 보조적 역할이 강했다. 이는 이케부쿠로역 구내의 배선 관계 상 다수 증편이 어려웠기 때문이지만 개업 전부터 계획된 개량 공사가 완성된 2004년 10월 16일의 시간표 개정에 따라 쇼난 신주쿠 라인 전 열차가 남북 직결 운전을 시작하여 운행 편수가 64편으로 증가하였다. 우쓰노미야 선 ~ 요코스카 선의 계통과 다카사키 선 ~ 도카이도 선의 계통 열차가 번갈아 운행되고 있어 오미야 ~ 오후나 간의 운행 편수는 낮에는 보통 시간당 4편, 아침에 시간당 6편이 운행되고 있으며 열차는 2층 특실(그린샤) 차량이 딸린 E231계 전동차와 E233계 전동차가 운용되고 있다.

## 경유 노선
쇼난 신주쿠 라인은 전용선을 가진 게이힌 도호쿠 선과는 달리 전 구간이 기존에 설치된 노선을 통해 운행된다. 경유 노선은 도호쿠 본선 오미야 ~ 다바타 구간, 야마노테 선 다바타 ~ 오사키 구간, 도카이도 본선 오사키 ~ 오후나 구간이다. 운행 계통으로서는 우쓰노미야 선과 요코스카 선 구간을 직결 운행하는 계통과, 다카사키 선과 도카이도 선 구간을 직결 운행하는 계통으로 총 2계통이 있다. 오미야 - 오후나 구간 (도호쿠 본선·야마노테 선·도카이도 본선)의 운행 구간이 긴 것은 JR의 전신인 일본국유철도 시절의 화물 전용선으로 운행되었다가 1980년대에 무사시노 선에 화물 운행을 양보하면서 여객 운행으로 변경되었기 때문이다.

### 도호쿠 본선
오미야역에서 다바타역까지는 도호쿠 본선의 화물선을 주행한다. 오미야역에서 아카바네역까지는 도호쿠 본선 여객선 및 게이힌 도호쿠 선과 같이 주행하지만 화물선 승강장이 없는 사이타마신토신역과 우라와역에는 정차하지 않는다. 다만 우라와역은 승강장 공사가 완료되는 2012년 이후 정차역으로 바뀔 예정이다.
오지역 부근에서 오쿠 차량 센터 방면 (오쿠역)에의 도호쿠 본선과 갈려진 후, 도쿄 신칸센 차량 센터를 따라 게이힌 도호쿠 선과 같이 주행하여 다바타역 직전에서 게이힌 도호쿠 선과 분기하여 나카자토 터널을 통과, 야마노테 선과 병행 합류하게 된다.

### 야마노테 선
다바타역 (구내 통과)에서 오사키역까지는 야마노테 선의 화물열차 전용 선구(통칭 '야마노테 화물선')를 주행하여 야마노테 선 열차와 나란히 주행한다.
이케부쿠로 ~ 오사키 간은 사이쿄 선과 선로를 공유하고 있으며, 도중에 신주쿠, 시부야, 에비스에만 승강장이 있다. 다카사키 선·도카이도 선 직결 운행 특별쾌속 열차는 에비스역을 통과하지만 다른 종별은 이 구간에서 승강장이 있는 모든 역에 정차한다.

### 오사키역구내
오사키역에서는 사이쿄 선과 직결 운행하는 린카이 선 상하행선의 사이에 끼는 형태로 사이쿄 선과 분기하여 통칭 오사키 지선 (헤비쿠보 선)으로 불리는 연결선으로 진입한다. 이 선은 요코스카 선 열차가 주행하는 도카이도 본선의 지선인 힌카쿠 선과 입체 교차한 후 큰 반경의 커브를 지나 니시오이 직전의 구 헤비쿠보 신호장에서 힌카쿠 선과 합류한다.

### 도카이도 본선

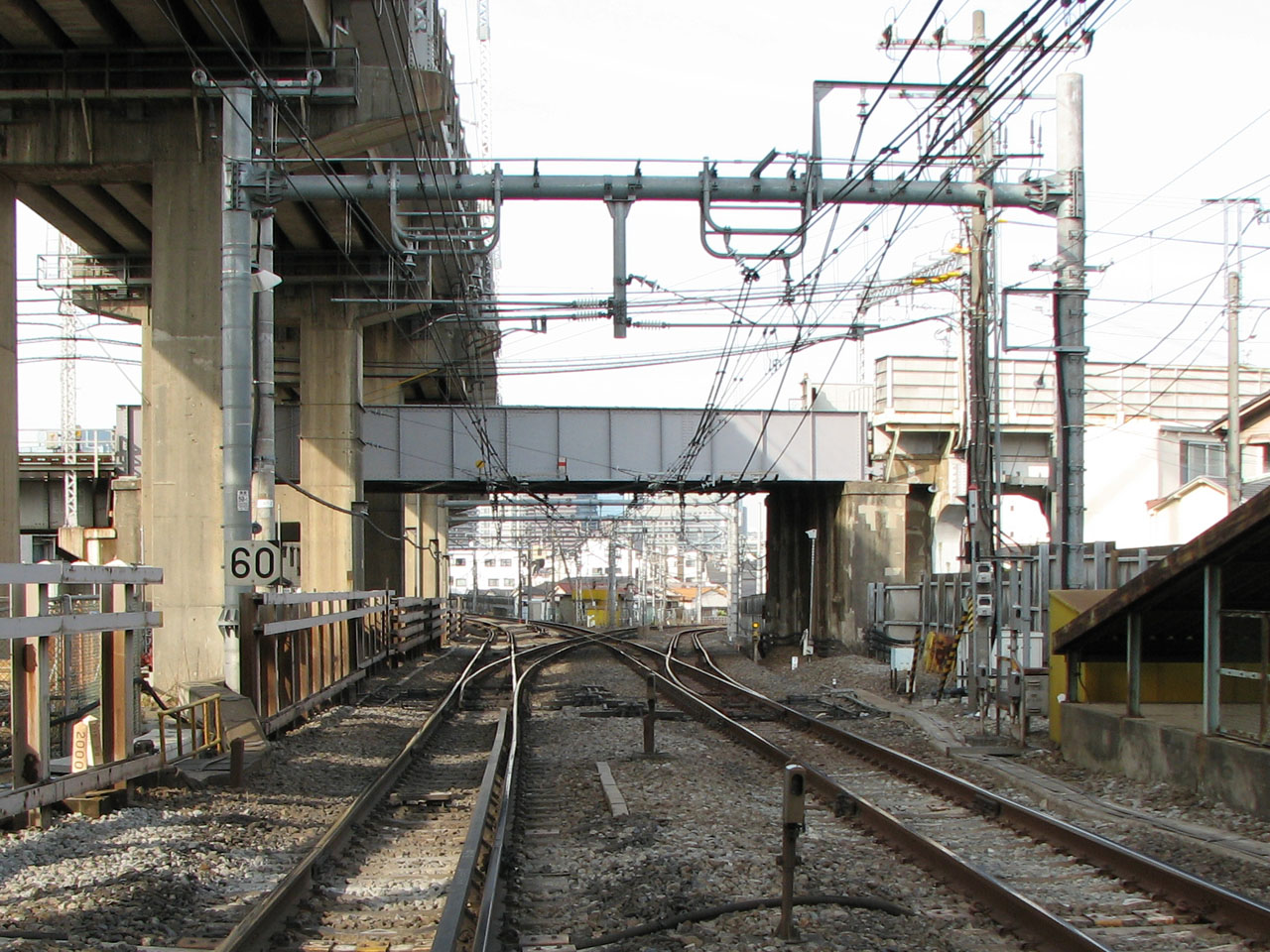
구 헤비쿠보 신호장

구 헤비쿠보 신호장에서 쓰루미까지는 힌카쿠 선, 쓰루미에서 도쓰카까지는 도카이도 본선의 구 화물선 (요코스카 선 전용선)을 주행한다.
이 구간은 화물선으로서 이용되고 있었지만 1980년대 이후 시나가와 ~ 오후나 전 구간이 요코스카 선 열차 전용선으로 바뀌었다. 구 헤비쿠보 신호장 ~ 도쓰카 구간에는 요코스카 선의 모든 열차가 정차하는 니시오이, 무사시코스기, 신카와사키, 요코하마, 호도가야, 히가시토쓰카가 있으며, 쇼난 신주쿠 라인의 우쓰노미야-요코스카 선 계통은 이 역에 모두 정차하는 반면에 다카사키-도카이도 선 계통은 무사시코스기역과 요코하마역에만 정차한다. (운행 형태 문단을 참조) 도카이도 선 직결 운행 열차는 도쓰카역 출발 직후 구내 남단의 전환선을 이용하여 도카이도 여객선으로 진입한다.

## 운행 형태
| | 열차 종별 | 열차 종별 | 열차 종별 | 열차 종별 |
| --- | --------- | --------- | --------- | --------- |
| 우쓰노미야 선/ 다카사키 선 | 우보      | 우쾌      | 다보      | 다특      |
| |           |           |           |           |
| 쇼난 신주쿠 라인 | 쇼보      | 쇼보      | 쇼쾌      | 쇼특      |
| | 쇼보      | 쇼보      | 쇼쾌      | 쇼특      |
| 역명 | 쇼보      | 쇼보      | 쇼쾌      | 쇼특      |
| 오미야 | ●         | ●         | ●         | ●         |
| 우라와 | ●         | ●         | ●         | ●         |
| 아카바네 | ●         | ●         | ●         | ●         |
| 이케부쿠로 | ●         | ●         | ●         | ●         |
| 신주쿠 | ●         | ●         | ●         | ●         |
| 시부야 | ●         | ●         | ●         | ●         |
| 에비스 | ●         | ●         | ●         | ｜        |
| 오사키 | ●         | ●         | ●         | ●         |
| 니시오이 | ●         | ●         | ｜        | ｜        |
| 무사시코스기 | ●         | ●         | ●         | ●         |
| 신카와사키 | ●         | ●         | ｜        | ｜        |
| 요코하마 | ●         | ●         | ●         | ●         |
| 호도가야 | ●         | ●         | ｜        | ｜        |
| 히가시토쓰카 | ●         | ●         | ｜        | ｜        |
| 도쓰카 | ●         | ●         | ●         | ●         |
| 오후나 | ●         | ●         | ●         | ●         |
| |           |           |           |           |
| 요코스카 선/ 도카이도 선 | 요보      | 요보      | 도보      | 도특      |
| 범례 - 우보 = 우쓰노미야 선 구간 보통 - 우쾌 = 우쓰노미야 선 구간 쾌속 - 다보 = 다카사키 선 구간 보통 - 다특 = 다카사키 선 구간 특별 쾌속 - 쇼보 = 오미야 - 오후나 구간 보통 - 쇼쾌 = 오미야 - 오후나 구간 쾌속 - 쇼특 = 오미야 - 오후나 구간 특별 쾌속 - 요보 = 요코스카 선 구간 보통 - 도보 = 도카이도 선 구간 보통 - 도특 = 도카이도 선 구간 특별 쾌속 - 운행 형태는 다음과 같다. - 우보 - 쇼보 - 요보 - 우쾌 - 쇼보 - 요보 - 다보 - 쇼쾌 - 도보 - 다특 - 쇼특 - 도특 - 우쓰노미야 선 구간 : 고가네이 및 우쓰노미야까지 운행 - 다카사키 선 구간 : 가고하라, 다카사키, 료모 선의 마에바시까지 운행 - 요코스카 선 구간 : 즈시까지 운행 - 도카이도 선 구간 : 히라쓰카, 고즈, 오다와라까지 운행 |           |           |           |           |

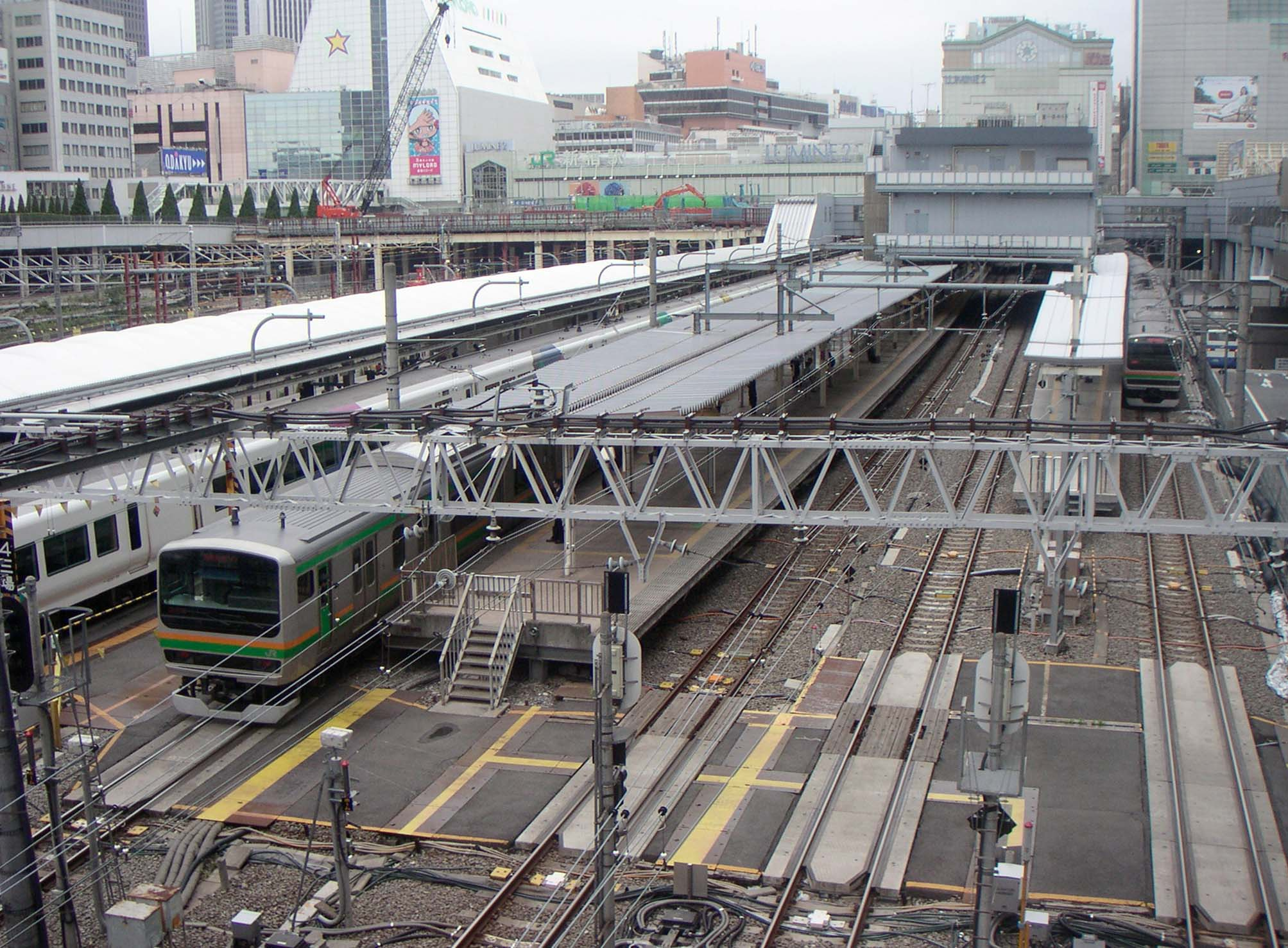
신주쿠 역에 정차 중인 쇼난 신주쿠 라인

우쓰노미야 선 - 요코스카 선의 계통과 다카사키 선 - 도카이도 선의 계통이 거의 교대로 운행되고 있으며, 오미야 - 오후나 구간의 운행 횟수는 대개 시간당 4편, 아침 시간대가 시간당 6편 운행한다. 모든 열차가 E231계로 운행되며 2층 차량으로 구성된 특실(그린 차) 2량을 연결하고 있다. 중간에 도쿄(신주쿠)를 지나가기 때문에 상행선과 하행선으로 나누어지지 않으며, 대신 게이힌 도호쿠 선처럼 북행(일본어: 北行 기타유키[*])과 남행(일본어: 南行 미나미유키[*])으로 나뉜다.

### 우쓰노미야 선-요코스카 선계통
우쓰노미야 선 - 요코스카 선 계통의 보통(일본어: 普通 후쓰[*]) 등급 열차는 우쓰노미야 선의 우쓰노미야역과 요코스카 선의 오후나역은 일부 열차만 시종착하며, 대부분 고가네이역과 즈시역에서 시종착한다. 15량 편성으로 운행되지만, 고가네이역에서 우쓰노미야 방면으로 가는 열차는 고가네이 ~ 우쓰노미야 간의 승강장 길이 때문에 10량 길이로만 운행한다. 이 밖에 우쓰노미야 선 안에서만 쾌속(일본어: 快速 카이소쿠[*])으로 운행하는 열차도 있으며, 1시간 당 1편씩만 운행한다.

### 다카사키 선-도카이도 선계통
다카사키 선 - 도카이도 선 계통은 다카사키 선 및 도카이도 선에서는 각 역에 정차하며, 요코하마역 ~ 오후나역 구간에서는 일부 역에 정차하는 쾌속 운전이 이루어진다. 다카사키 선의 가고하라역 ~ 도카이도 선의 히라쓰카역·고즈역 사이를 시간 당 1편씩 운행하며, 출퇴근 시간대에는 다카사키 선의 다카사키역 ~ 도카이도 선의 오다와라역 간을 운행한다. 15량 편성으로 운행되지만, 가고하라역에서 다카사키 방면으로 가는 열차는 가고하라 ~ 다카사키 간의 승강장 길이 때문에 10량 길이로만 운행한다. 요코스카 선, 우쓰노미야 선 - 요코스카 선 계통 열차들이 정차하는 니시오이역, 신카와사키역, 호도가야역, 히가시토쓰카역은 서지 않는다.

### 특별쾌속
특별쾌속(일본어: 特別快速 도쿠베쓰카이소쿠[*])는 다카사키 선 - 도카이도 선 계통 구간을 운행하며, 쾌속보다 더 적은 정차역을 가지고 있다. 다카사키 선 구간에서는 쾌속 형태로, 나머지 구간에서는 모두 특별쾌속 형태로 운행한다.

### 기타
- 수도권을 운행하는 대부분의 JR 철도 노선에서는 연말연시에 밤새 운전하지만, 쇼난 신주쿠 라인은 가마쿠라시의 쓰루가오카 하치만구의 새해 참배객을 대상으로 하는 우쓰노미야 선 - 요코스카 선 계통의 보통 열차만 밤새 운행하며, 나머지 열차는 운행하지 않는다.

## 차량
- 동일본 여객철도 E231계 전동차
- 동일본 여객철도 E233계 전동차

과거에 투입되었던 차량
- 일본국유철도 211계 전동차
- 일본국유철도 115계 전동차
- 동일본 여객철도 215계 전동차
- 동일본 여객철도 E217계 전동차

## 역사
- 2001년 9월 21일 : 우쓰노미야 선/다카사키 선에서 신주쿠를 경유하여 요코스카 선/도카이도 선으로 직결 운행하는 새로운 노선의 개통을 발표. 이 노선을 쇼난 신주쿠 라인으로 명명하는 것이 결정됨.
- 2001년 12월 1일 : 시각표 개정으로 운행 개시.
  - 다카사키 선 - 도카이도 선 직결 운행 쾌속(도카이도 선 구간에서는 보통, 다카사키 선 구간에서는 일부 쾌속 운행), 우쓰노미야 선 - 요코스카 선 직결 운행 보통, 신주쿠 발착의 요코스카 선 보통으로 총 3종류의 열차 종별을 지정하여, 각각 시간당 1왕복씩 다 합쳐서 3왕복 운행. 하루에 25왕복 운행.
  - 직결 운행 열차는 이케부쿠로 발착의 우쓰노미야 선/다카사키 선을 그대로 연장한 것으로, 이 당시에는 아침/저녁 이케부쿠로/신주쿠 발착 열차는 아직 존속하고 있다. 또, 오후나 발 오미야 행 열차도 1편 운행하였다. 거기에다가 구로이소발착 열차도 1 왕복 운행되었다(2004년 3월 시각표 개정으로 우쓰노미야 선에서 운행 계통이 분리되어 폐지).
  - 주말 및 휴일에 운행되고 있던 도카이도 선 홀리데이 쾌속(신주쿠 - 오다와라/아타미 구간 운행)도 쇼난 신주쿠 라인에 편입되었다(주말 휴일에만 운행).
  - 미래를 대비하여 이케부쿠로역 북쪽의 야마노테 화물선과 사이쿄 선의 입체 교차화 공사도 이미 시작되었다.
- 2002년 5월 : 이케부쿠로역 북쪽의 야마노테 화물선과 사이쿄 선의 입체 교차화 공사의 영향으로, 공사가 끝날 때까지 야마노테 화물선 오쓰카 - 이케부쿠로 구간의 일부 구간이 단선이 된다. 당시 쇼난 신주쿠 라인의 운행 시각표는 이 공사에 의한 단선 운행을 염두에 두었기 때문에 별 영향은 없었다.
- 2002년 12월 1일 : 린카이 선 전 구간 개통과 오사키역에서 사이쿄 선/린카이 선 승강장의 공동 사용으로 인하여 모든 열차가 이 역에 정차. 동시에 저녁 및 심야 시간대를 중심으로 쇼난 신주쿠 라인을 증편(25->38 왕복'). 또한 혼동 방지를 목적으로 쇼난 신주쿠 라이너의 아침 상행선 열차가 오하요 신주쿠, 저녁 하행선 열차가 홈 라이너 오다와라(ホームライナー小田原)로 열차명이 변경됨.
- 2003년 : 특급 슈퍼 뷰 오도리코(スーパービュー踊り子, 운행 구간 신주쿠 - 이즈큐시모다 구간)를 우쓰노미야 선 우쓰노미야까지 연장 운행. 주말/휴일에만 운행. 2004년까지 운행.
- 2004년 : 우쓰노미야 - 가마쿠라 구간의 임시 쾌속 홀리데이 쾌속 가마쿠라 모노가타리(鎌倉物語)가 야마노테 화물선을 경유하여 운행.
- 2004년 6월 6일 : 이케부쿠로역 북쪽의 야마노테 화물선과 사이쿄 선의 입체 교차화 공사 완료. 이것으로 역 남쪽에서 사이쿄 선의 평면 교차 문제가 해소되어 쇼난 신주쿠 라인 열차의 대폭 증편이 가능하게 됨.
- 2004년 10월 16일 : 시각표 개정.으로 쇼난 신주쿠 라인 열차 증편(38→64 왕복). 운행 시간도 확대하고, 운행되는 열차 전체가 남북 직결 운행 실시. 각 계통이 시간당 2편씩(모두 4편) 운행하게 됨.
  - 모든 열차가 E231계에 특실(그린 차) 2량 연결까지 포함하여 15량, 혹은 10량 편성으로 운행하게 됨. 일부 구간에서 120 km/h운행을 개시.
  - 다카사키 선 - 도카이도 선 계통의 열차에 특별 쾌속이 등장. 정차역은 다카사키 선 구간의 경우 이케부쿠로 발착의 쾌속 아방(기타모토 정차), 도카이도 선 구간의 경우 지금의 쾌속 아쿠티(당시에는 도쓰카 통과)와 같았다. 이것에 의해, 다카사키 선 구간에서는 우에노 발착 열차 중 쾌속 아방을 옮겨놓았다. 또, 쾌속 열차 중 일부가 운행했던 다카사키 선 구간에서의 쾌속 운전은 폐지되었다. 한편, 도카이도 선 구간에서는 도쿄 발착 열차의 운행 횟수(아타미 발착 보통 시간당 3편, 오다와라 발착 보통 시간당 3편, 아타미 발착 쾌속 시간당 아쿠티 1편. 모두 시간당 6편)를 확보하기 위해 도쿄 발착 열차에 추가하는 형태로 쇼난 신주쿠 라인이 증편 되었다.
  - 우쓰노미야 선 - 요코스카 선 계통의 열차에 우쓰노미야 선 구간 쾌속의 보통 열차가 등장. 정차역은 쾌속 래빗과 같았다. 이것에 의해, 우쓰노미야 선 우에노 발착 열차 중 쾌속 래빗을 옮겨놓았다. 또, 요코스카 선 구간 내에서는 이전의 운행 횟수 (구리하마 발착 시간당 4편, 즈시 발착 시간당 1편. 합계 시간당 5편)를 확보하기 위해 추가하는 형태로 쇼난 신주쿠 라인이 증편 되었다.
  - 신주쿠 발착의 요코스카 선 보통, 도카이도 선 쾌속(주말 휴일만), 이케부쿠로/신주쿠 발착의 우쓰노미야 선/다카사키 선의 모든 열차 및 오후나 발 오미야 행 보통 열차는 모두 폐지되었다. 동시에 도카이도 선/요코스카 선의 도쿄/요코하마 발착 열차, 우쓰노미야 선/다카사키 선의 우에노 발착 열차의 일부를 감편하여, 쇼난 신주쿠 라인으로 옮겼다. 덧붙여 아침과 심야의 증편 분량은 개정되기 전의 우쓰노미야 선/다카사키 선의 이케부쿠로/신주쿠 발착 시각표를 답습한 열차가 많다.
- 2004년 12월 31일부터 2005년1월 1일에 걸친 연말 연시 철야 운전에 한하여 다카사키 선 - 요코스카 선 직결 운행 계통을 운행했다. 오사키 - 오후나 구간을 포함하여 전 구간이 각 역에 정차했다. 이것은 이후의 철야 운전에서는 실시하지 않고 있으며, 실험적 의미가 강했다고 여겨진다. 이후는 평소의 운행 계통인 우쓰노미야 선 - 요코스카 선 계통의 보통으로 운행되고 있다.
- 2008년 3월 15일 : 시각표 개정[1]. 평일아침 시간대에 우쓰노미야 선 - 요코스카 선 계통을 1 왕복 증편(64→65 왕복, 주말 휴일은 62 왕복).
- 2009년 3월 14일 : 시각표 개정. 야간 시간대에 다카사키 선 - 도카이도 선 계통을 1 왕복 증편(평일 65→66 왕복, 주말 및 휴일 62→63 왕복). 이것에 의하여, 평일/주말/휴일 모두 다카사키 선 - 도카이도 선 계통이 우쓰노미야 선 - 요코스카 선 계통보다 1 왕복 많이 운행을 하게 된다. 또, 주말 및 휴일의 7 왕복과 평일의 1 왕복이 15량 편성이 되어 주말 및 휴일은 63 왕복 중 57 왕복이 15량으로 운행되게 되었다.
- 2010년 3월 13일 : 시각표 개정. 니시오이 - 신카와사키 구간에 무사시코스기역이 개업. 시각표 개정으로 무사시코스기에 쇼난 신주쿠 라인도 보통(우쓰노미야 선 - 요코스카 선 계통), 쾌속, 특별 쾌속(다카사키 - 도카이도 계통)의 모든 열차가 정차.
- 2013년 3월 16일 : 시각표 개정, 우라와에서 신주쿠나 요코하마 방향을 이용하는 승객에게 환승의 불편함을 덜어주기 위해 우라와역 5,6번 홈에 정차하게 되었으며 이와 동시에 하루 편수도 늘어났다.
- 2015년 3월 14일 시각표 개정. E233계 영업 개시. 다카사키-도카이도 선 계통의 가고하라 이남의 운행 열차가 15량 편성으로 통일되었다.

## 역 목록
| 역 번호 | 역명         | 일어 역명 | 쾌 속 | 특 쾌 | 닛 기 | 나 익 | 오 슈 | 아 스 | 홈 오 | 접속 노선 | 역간 거리 | 누적 거리      | 소재지         | 소재지         | 소재지   |
| ------- | ------------ | --------- | ----- | ----- | ----- | ----- | ----- | ----- | --- | --- | --------- | -------------- | -------------- | -------------- | -------- |
| JS 24   | 오미야       | 大宮      | ●     | ●     | ●     | ●     | ●     | ●     | | 도호쿠 신칸센, 조에쓰 신칸센, 호쿠리쿠 신칸센, 야마가타 신칸센, 아키타 신칸센, 사이쿄 선 (JA 26) 우쓰노미야 선 · 다카사키 선 (JU 07, 직결 운행), 게이힌 도호쿠 선 (JK 47), ■ 가와고에 선 도부 철도 노다 선 (TD-01), 사이타마 신도시 교통 이나 선 (NS 01) |           | 0.0            | 사 이 타 마 현 | 사 이 타 마 시 | 오미야구 |
| JS 23   | 우라와       | 浦和      | ●     | ●     | ●     | │     | ●     | │     | 게이힌 도호쿠 선 (JK 43), 우쓰노미야 선 · 다카사키 선 (JU 05) | 6.1 | 6.1       | 우라와구       | 사 이 타 마 현 | 사 이 타 마 시 |          |
| JS 22   | 아카바네     | 赤羽      | ●     | ●     | │     | │     | ●     | │     | 게이힌 도호쿠 선 (JK 38), 사이쿄 선 (JA 15), 우쓰노미야 선 · 다카사키 선 (JU 04) | 11.0 | 17.1      | 도 쿄 도       | 기타구         | 기타구         |          |
| JS 21   | 이케부쿠로   | 池袋      | ●     | ●     | ●     | ●     | ●     | ●     | 사이쿄 선 (JA 12, 공용), 야마노테 선 (JY 13), 도부 철도 도조 본선 (TJ-01), 세이부 철도 이케부쿠로 선 (SI 01) 도쿄 지하철 마루노우치 선 (M-25), 도쿄 지하철 유라쿠초 선 (Y-09), 도쿄 지하철 후쿠토신 선 (F-09)                                                       | 11.3 | 28.4      | 도 쿄 도       | 도시마구       | 도시마구       |          |
| JS 20   | 신주쿠       | 新宿      | ●     | ●     | ●     | ●     | ●     | ●     | ● | 사이쿄 선 (JA 11, 공용), 야마노테 선 (JY 17), 주오 쾌속선 (JC 05), 주오·소부 완행선 (JB 10) 게이오 전철 게이오 선 · 신선 (KO 01), 오다큐 전철 오다와라 선 (OH 01), 도쿄 지하철 마루노우치 선 (M-08) 도쿄 도 교통국 지하철 신주쿠 선 (S-01), 도쿄 도 교통국 지하철 오에도 선 (신주쿠역, E-27 / 신주쿠니시구치 역, E-01) 세이부 철도 신주쿠 선 (세이부 신주쿠 역, SS 01) | 4.8       | 도 쿄 도       | 33.2           | 신주쿠구       | 신주쿠구 |
| JS 19   | 시부야       | 渋谷      | ●     | ●     | ●     | ●     | │     |       | ● | 사이쿄 선 (JA 10, 공용), 야마노테 선 (JY 20), 도쿄 급행 전철 도요코 선 (TY 01) 도쿄 급행 전철 덴엔토시 선 (DT 01), 도쿄 지하철 긴자 선 (G-01), 도쿄 지하철 한조몬 선 (Z-01) 도쿄 지하철 후쿠토신 선 (F-16), 게이오 전철 이노카시라 선 (IN 01) | 3.4       | 도 쿄 도       | 36.6           | 시부야구       | 시부야구 |
| JS 18   | 에비스       | 恵比寿    | ●     | │     | │     | │     | │     | │     | 사이쿄 선 (JA 09, 공용), 야마노테 선 (JY 21), 도쿄 지하철 히비야 선 (H-02) | 1.6 | 38.2      | 도 쿄 도       |                | 시부야구       | 시부야구 |
| JS 17   | 오사키       | 大崎      | ●     | ●     | │     | │     | │     | │     | 사이쿄 선 (JA 08, 공용), 야마노테 선 (JY 24), 도쿄 임해 고속철도 린카이 선 (R 08) | 3.6 | 41.8      | 도 쿄 도       | 시나가와구     | 시나가와구     |          |
| JS 16   | 니시오이     | 西大井    | │     | │     | │     | │     | │     | │     | 요코스카 선 (JO 16, 공용), 소테쓰·JR 직통선 (JS 16, 공용) | 5.6 | 47.4      | 도 쿄 도       | 시나가와구     | 시나가와구     |          |
| JS 15   | 무사시코스기 | 武蔵小杉  | ●     | ●     | ●     | ●     | ●     | │     | 요코스카 선 (JO 15, 공용), 소테쓰·JR 직통선 (JS 15, 공용), 난부 선 (JN 07) 도쿄 급행 전철 도요코 선 (TY 11), 도쿄 급행 전철 메구로 선 (MG 11) | 6.4 | 53.8      | 가 나 가 와 현 | 가 와 사 키 시 | 나카하라구     |          |
| JS 14   | 신카와사키   | 新川崎    | │     | │     | │     | │     | │     | │     | 요코스카 선 (JO 14, 공용) | 2.7 | 56.5      | 가 나 가 와 현 | 가 와 사 키 시 | 사이와이구     |          |
| JS 13   | 요코하마     | 横浜      | ●     | ●     | ●     | ●     | ●     | │     | 요코스카 선 (JO 13, 공용), 도카이도 선 (JT 05), 게이힌 도호쿠 선 · 네기시 선 (JK 12), 사가미 철도 본선 (SO 01) 도쿄 급행 전철 도요코 선 (TY 21), 요코하마시 교통국 지하철 블루 라인 (B 20), 게이힌 급행 전철 본선 (KK 37) 요코하마 고속철도 미나토미라이 선 (MM 01) | 12.2 | 68.7      | 가 나 가 와 현 | 요 코 하 마 시 | 니시구         |          |
| JS 12   | 호도가야     | 保土ヶ谷  | │     | │     | │     | │     | │     | │     | 요코스카 선 (JO 12, 공용) | 3.0 | 71.7      | 가 나 가 와 현 | 요 코 하 마 시 | 호도가야구     |          |
| JS 11   | 히가시토쓰카 | 東戸塚    | │     | │     | │     | │     | │     | │     | 요코스카 선 (JO 11, 공용) | 4.9 | 76.6      | 가 나 가 와 현 | 요 코 하 마 시 | 도쓰카구       |          |
| JS 10   | 도쓰카       | 戸塚      | ●     | ●     | ●     | ●     | │     | │     | 요코스카 선 (JO 10, 공용), 도카이도 선 (JT 06), 요코하마시 교통국 지하철 블루 라인 (B 06) | 4.2 | 80.8      | 가 나 가 와 현 | 요 코 하 마 시 | 도쓰카구       |          |
| JS 09   | 오후나       | 大船      | ●     | ●     | ●     | ●     | ●     | │     | 요코스카 선 (JO 09, 공용, 직결 운행), 도카이도 선 (JT 07, 직결 운행), 네기시 선 (JK 01) ■ 쇼난 모노레일 에노시마 선 (SMR 1) | 5.6 | 86.4      | 가 나 가 와 현 | 가마쿠라시     | 가마쿠라시     |          |

- 쾌속 : 쾌속 정차역 (다카사키 선 : 보통, 쇼난 신주쿠 라인 : 쾌속, 도카이도 선 : 보통)
- 특쾌 : 특별쾌속 정차역 (다카사키 선, 쇼난 신주쿠 라인, 도카이도 선 전 구간 특별쾌속)
- 닛기 : 특급 '닛코', '기누가와' 정차역
- 나익 : 특급 '나리타 익스프레스' 정차역
- 오슈 : 특급 '오도리코', '슈퍼 오도리코' 정차역
- 아스 : 특급 '아카기', '스왈로아카기' 정차역
- 홈오 : 특급 '홈라이너 오다와라', '오하이요라이너 신주쿠' 정차역

## 같이 보기
- 도호쿠 종관선
- 요코스카선